# 敏華控股
敏華控股有限公司（英語：Man Wah Holdings Limited，港交所：01999，新交所原代號：M42），簡稱敏華控股，是一家总部位于香港新界沙田区的家具生产制造商，其主营产品涉及功能沙发、科技床垫、海绵以及板式家具等。其产品出口至美國及歐洲等海外市場，境外市场营收占集团营收55%以上，亦在中國大陆通过自營品牌专门店以及经销商加盟店銷售。
旗下拥有CHEERS芝华仕、Fleming北欧宜居两大品牌。2016年1月17日，敏华控股旗下芝华仕头等舱沙发签约刘德华为品牌形象大使。截至到2017年9月30日，集团在中国市场的线下专卖门店达2188间。
目前香港擁有5間門店，但主要盈利來自各大分銷商（雅思，實惠等等）。
經理梁先生多年為負責批發至各分銷商的負責人。

## 历史沿革
- 1992年，黄敏利与独立第三方合营伙伴欧阳艳华女士创办敏华沙发[14]，是为敏華控股有限公司前身，各持50%权益。成立时仅有三名员工，在香港从事沙发销售业务。
- 1995年7月，欧阳艳华将权益出售给黄敏利，黄敏利其后注册成立敏华实业有限公司，承接敏华沙发销售业务。黄敏利时任敏华实业有限公司总经理，成为敏华沙发唯一拥有者。与中国伙伴的合营公司，在深圳成立生产基地。
- 1997年，敏华在香港北角新都城百货开设第一间专门零售店——名华轩家具，其占地面积约为2500平方尺。其后，在香港屯门市广场开设第二间名华轩家具，其占地面积约为6000平方尺。客户群扩散到美国、日本、韩国、新加坡以及中东等国家和地区。
- 1998年，敏华在香港九龙湾德福广场名华轩家具专门零售店，占地面积约为3010平方尺，以将公司的销售业务扩展到香港其他地区。这一年，敏华分别向独立第三方Mr. Lo Cheuk Kay和君怡发展有限公司收购在香港和中国的注册商标CHEERS（商标代价为18万港币）及「芝华仕」（商标代价为1万港币）品牌。其后，敏华在英国注册Cheers。
- 2000年，敏华在香港荃湾广场开设另一间名华轩家具专门零售店，占地面积约有1900平方尺。同时，敏华收购了一块毗邻深圳生产设施的、面积约为6100平方米的土地，以用作位于深圳市龙岗区横岗镇工业区189号敏华工业城二期工程建设。
- 2001年5月，敏华实业有限公司向敏华沙发以及中国合营伙伴收购新欧化的所有股本权益。
- 2002年，敏华在香港红磡黄埔花园家居庭开设名华轩家具专门零售店。同年，授权三家特许经营商在上海、北京以及深圳开设专卖店。
- 2004年11月4日，黄敏利委托中介机构在百慕大以“敏华控股有限公司”为名注册成立有限公司。敏华为在新加坡上市，敏华控股进行重组。
- 2005年6月16日，敏华控股在新加坡证券交易所上市。
- 2009年6月5日，敏华控股及Alina Limited宣布自愿退市。根据退市要约，敏华股东及其利益相关者以每股0.23新元（时约合1.29港币）购买Alina未持有的所有公司股份。敏华控股于2009年9月15日从新加坡证券交易所自愿退市。其后，Alina Limited依据要约强制收购2009年11月18日余下少数股东股份。
- 2010年3月29日敏华集团宣布，由于彼时国际资本市场波动较大，集团所拟发售的股份，订价低于原建议发售价（$8.50 - $11.80）的$6.80水平，加上售股股东撤回出售4,800万持股建议，故合资格的股份认购者须于3月31日下午4:30前交回确认认购申请表，否则相关认购申请将不在有效。上市日期则由3月30日延至4月9日[15]。
- 2010年4月9日上午，敏华控股在香港联交所举行新股上市挂牌仪式。敏华控股登陆香港主板，以6.8港元/股的价格发行2.41亿股，募得16.39亿港元。

## 跨国并购
2016年11月，敏华控股收购了欧洲家具制造商Home Group公司50%的股权，并引进Home Group旗下品牌Fleming北欧宜居。